# غادة عبد العال
غادة عبد العال (21 ديسمبر 1978) كاتبة مصرية.

## عن حياتها
ولدت 21 ديسمبر 1978 بمحلة الكبرى وهي تعمل صيدلانية وتعرف غادة نفسها في مدونتها بأنها:«أنا أمثل 15 مليون بنت من سن 25 إلى سن 35 واللي بيضغط عليهم المجتمع كل يوم عشان يتجوزوا مع انه مش بإديهم انهم لسه قاعدين».
- بدأت مدونتها عايزة أتجوز أغسطس 2006.
- تم نشر كتابها الأول عايزة أتجوز فبراير 2009 عن دار الشروق.
- تم ترجمة كتابها عايزة أتجوز لعدة لغات أجنبية منها الإنجليزية والإيطالية والألمانية والهولندية والفرنسية.
- لها مقال ثابت في جريدة الشروق منذ فبراير 2009.
- عرض لها في رمضان 2010 مسلسل عايزة اتجوز من إخراج رامي إمام.
- عرض لها في رمضان 2014 مسلسل إمبراطورية مين من إخراج مريم أبو عوف.
- كتبت في العديد من الجرائد والمجلات والمواقع الإلكترونية مثل: مجلة نصف الدنيا المصرية، مجلة روتانا السعودية، مجلة الحياة السعودية، موقع إرم الإماراتي، جريدة يوم جديد الإلكترونية، موقع إذاعة مونت كارلو العربية.
- شاركت في العديد من الندوات والمؤتمرات في عدة دول عربية وأجنبية منها: الكويت، الإمارات، البحرين، المغرب، هولندا، إيطاليا، ألمانيا، سويسرا، النمسا، فرنسا، بولندا، الولايات المتحدة الأمريكية.
- فازت بجائزة الهرم الذهبي في مهرجان الإعلام العربي لعام 2010 عن أفضل سيناريو لمسلسل كوميدي.
- فازت بجائزة بوير الإيطالية كواحدة من الكتاب الشباب الذين تقرب أعمالهم بين الشرق والغرب.

## أعمالها
العديد من المقالات:-
- اصله معدّاش على مصر
- المعلم (رضا) المرشح المحتمل
- (الشرطة والشعب..إيد ورقبة)
- مرات القنصل
- اللعبة
- نحن النسوة
- يوتيوب..إنت أنبوبة
- فضول قطة

لتفاصيل أعمال الكاتبة (غادة عبد العال)اضغط هنا

## الجوائز
في مهرجان الاعلام العربي حصل مسلسل عايزة اتجوز على الجائزة الفضية وحصلت غادة عبد العال على جائزة احسن سيناريو.

## مدونة عايزة أتجوز
عايزه أتجوز مدونة مصرية ساخرة تدور حول خواطر صاحبتها غادة عبد العال عن الخطاب المختلفين الذين يتقدموا لها، بدأت المدونة في 19 أغسطس 2006. وتقول غادة أن قضية المدونة ليست العنوسة والتأخر في الزواج ولكن قضية المدونة هي الزواج نفسه.

صاحبة المدونة هي غادة عبد العال (ولدت في 21 ديسمبر 1978) بالمحلة الكبرى تعمل صيدلانية وتعرف غادة نفسها في مدونتها بأتها 
وقد تم تناول المدونة في العديد من وسائل الأعلام المصرية مثل برنامج العاشرة مساء  وجريدة المصري اليوم 

وقد طبعت المدونة في كتاب أصدرته دار الشروق في يناير 2008 
ذكر على المدونة صدور إلى جانب النسخة العربية ترجمة إلى الإيطالية والألمانية وفي الطريق إلى الهولندية والإنجليزية.
في عام 2010 تم تحويل المدونة على مسلسل تلفزيوني من بطولة هند صبري ويحمل الاسم نفسه.

## وصلات خارجية
- مدونة عايزة أتجوز
- على الفيسبوك: http://www.facebook.com/ghada.abdelaal